# 巴塔马市镇
巴塔马市镇（俄语：Батаминское муниципальное образование）是俄罗斯联邦伊尔库茨克州济马区所属的一个市镇。其下辖有7个居民点，行政中心为巴塔马。据2016年统计，该市镇的人口为1589人。